# Rossmann
Dirk Rossmann GmbH, відома під брендом Rossmann — одна з найбільших мереж дрогері у Європі з центром керування в німецькому Бургведелі. Налічує понад 4 000 магазинів по всій Європі, де задіяно близько 56 200 працівників. На 2019 рік мала річний оборот у 10 млрд євро та працювала на ринках Німеччини, Польщі, Угорщини, Чехії, Туреччини, Албанії, Косово та Іспанії.

## Історія
Компанія заснована Дірком Россманном у Бургведелі поблизу Ганновера у 1972 році. Сім'я Россманн нині володіє 60% акцій компанії, рештою 40% — «Watson Group».
Логотип компанії містить стилізований напис «ROSSMANN» червоним кольором та кентавра інтегрованого у літеру «O». Власне «Rossmann» з німецької перекладється як «кентавр». Власні торгові марки компанії теж містять інтегрований символ кентавра.
З 2018 року компанія публікує звіт про стійкий розвиток корпоративних заходів у рамках захисту довкілля.
У 2021 році продажі зросли на 8,1 % до 11,1 млрд євро. Всього існує 4361 магазинів Rossmann, 2231 з яких знаходиться в Німеччині. Поточна кількість іноземних філій: Польща (1580), Угорщина (понад 220), Чехія (понад 150), Туреччина (понад 120), Албанія (15), Косово (6) та Іспанія (5).

## Галерея

Логотип
Типовий магазин мережі у торговому центрі
Продукція власного бренду «Isana» на полицях магазину
Дистрибуційний центр компанії у Німеччині
Магазин мережі у Берліні
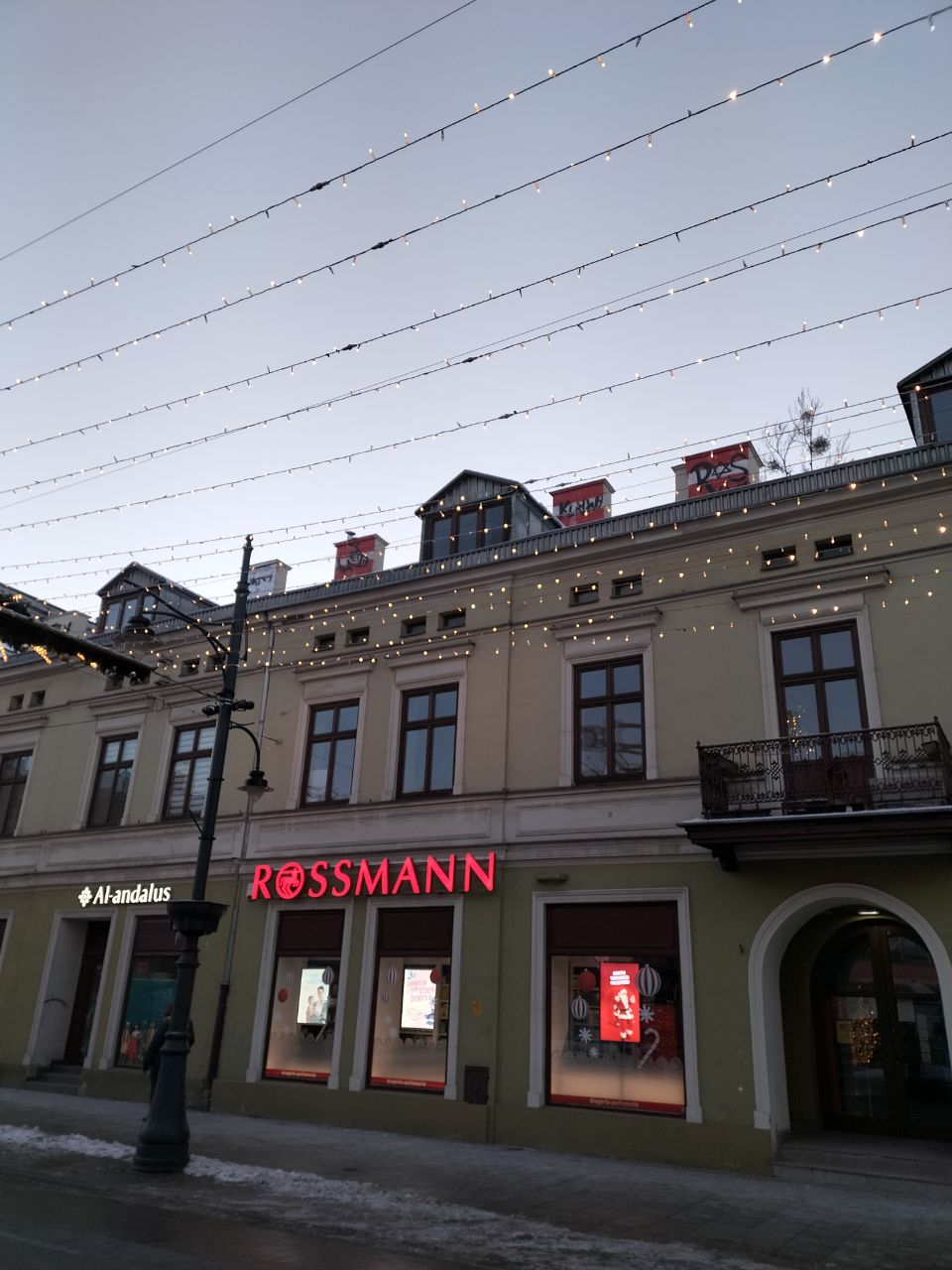
Магазин у Лодзі